# Kurukshetra (Distrikt)
Der Distrikt Kurukshetra (Hindi कुरुक्षेत्र जिला, Panjabi ਕੁਰਕਸ਼ੇਤਰ ਜ਼ਿਲਾ) ist ein Distrikt im indischen Bundesstaat Haryana. Sitz der Verwaltung ist die gleichnamige Stadt Kurukshetra. Der Distrikt gehört zur weiteren Metropolregion von Delhi.

## Geographie

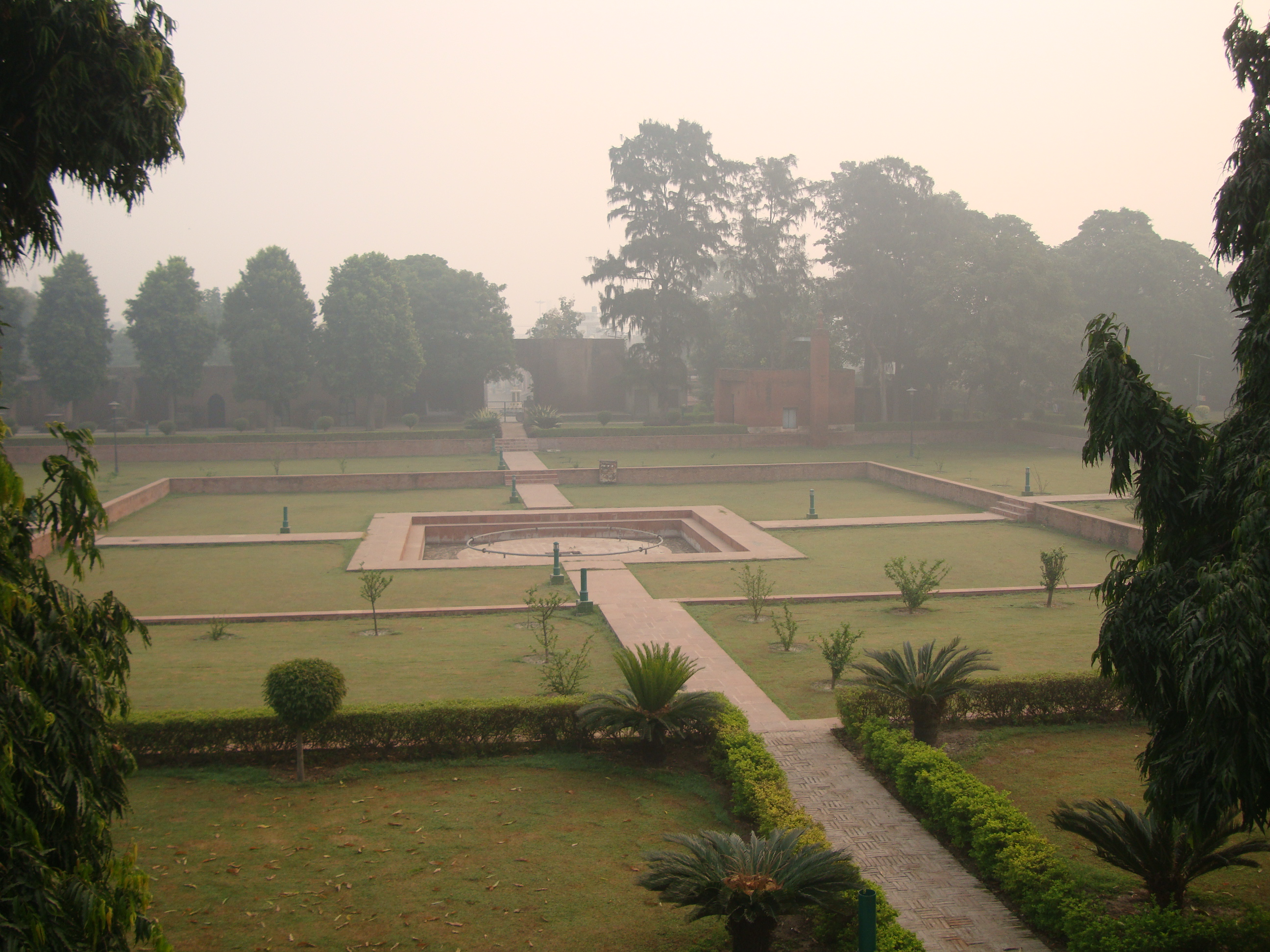
Gartenanlage bei archäologischen Stätte Harsh Ka Tila

Der Distrikt gehört zur ausgedehnten Schwemmebene der Indus-Ganges-Flusssysteme, die größtenteils im Quartär entstanden ist. Die Höhe über dem Meeresspiegel beträgt durchschnittlich 245 Meter und nimmt langsam Richtung Südwesten ab. Die wichtigsten Fließgewässer sind Markanda, Umla und Dangri, die alle in den Siwalik-Bergen im Norden entspringen. Durch den Distrikt fließt auch der Sarasvati, der als heiliger Strom in der Rigveda vielfach erwähnt ist, und früher wohl großer Fluss war, der möglicherweise einen Verlauf bis zum Arabischen Meer nahm. Heute ist der Fluss jedoch mehr ein Rinnsal.
Die angrenzenden Distrikte sind Ambala im Norden, Yamunanagar im Osten, Karnal im Süden und Kaithal im Südosten und Osten. Im Nordosten grenzt Kurukshetra an den Bundesstaat Punjab (Distrikt Patiala).

## Geschichte
Vor dem Jahr 1973 gehörte das Gebiet Kurukshetras zum Distrikt Karnal. Am 23. Januar 1973 wurde aus den damaligen drei Tehsils Thanesar, Kaithal und Guhla von Karnal der Distrikt Kurukshetra neu gebildet. Der Distriktname leitet sich von der Distrikthauptstadt ab und soll sich nach dem Mahabharata auf einen sagenhaften König Kuru beziehen, der hier geherrscht habe. Auch in den Puranas wird auf die Verbindung Kurus mit Kurukshetra eingegangen und der persische (choresmische) Gelehrte al-Bīrūnī (973–1048) erwähnte ebenfalls diese Überlieferung. Nach einer anderen Vermutung leitet sich der Name vom indo-arischen Volk der Kurus ab, das in früherer Zeit eine Priester-Kaste gebildet habe, deren Aufgabe das Rezitieren der Veden und die Zelebrierung von Feuerritualen (Yajnas) gewesen sei.
Am 1. November 1989 wurden die Subdivisionen Kaithal und Guhla von Kurukshetra an den neu gebildeten Distrikts Kaithal angegliedert und das Subtehsil Radaur von Kurukshetra ging an den ebenfalls neu gebildeten Distrikt Yamunanagar. Außerdem erfolgen Grenzkorrekturen zu den Distrikten Karnal und Ambala. Die Distriktfläche verringerte sich dadurch auf 1217 km². In der Dekade 1991 bis 2001 gab es weitere Grenzkorrekturen und Kurukshetra gewann in der Summe Gebiete von Karnal, Yamunanagar und Kaithal. Die Distriktfläche vergrößerte sich dadurch wieder auf 1530 km² (Zensus 2001) und blieb bis 2011 unverändert.

## Bevölkerung
| Jahr      | 2001    | 2011    |
| Einwohner | 825.454 | 964.655 |

Die Einwohnerzahl lag bei der Volkszählung 2011 bei 964.655. In der Dekade zwischen 2001 und 2011 wuchs die Bevölkerung um 16,86 %. Kurukshetra wies ein Geschlechterverhältnis von 888 Frauen pro 1000 Männer und damit einen ausgeprägten Männerüberschuss auf. Die Alphabetisierungsrate lag bei 76,31 %, was einer Steigerung um knapp 7 Prozentpunkte gegenüber dem Jahr 2001 entsprach. Die Alphabetisierung lag damit leicht über dem Durchschnitt des Bundesstaats (75,6 %) und dem nationalen Durchschnitt (74,0 %). 83,5 % der Bevölkerung waren Hindus, 14,6 % Sikhs, 1,7 % Muslime,  0,2 % Christen und 0,1 % gaben keine Religionszugehörigkeit an oder gehörten anderen Religionen an. 12,1 % der Bevölkerung waren Kinder unter 6 Jahre. Im Distrikt ist die Sprache Haryanvi verbreitet, ein Dialekt von Hindi.
29,0 % der Bevölkerung lebten 2011 in Städten. Größte Stadt war Thanesar mit 155.152 Einwohnern.